# 불가리아 제국
불가리아 제국(영어: Bulgarian Empire) 또는 불가리아 차르국(불가리아어: Българско царство)은 불가리아 지역을 중심으로 존재하던 옛 제국들로, 크게 불가리아 제1제국과 불가리아 제2제국으로 나뉜다.

## 역사

### 제1제국시대(681년 ~ 1018년)

시메온 1세 치하의 불가리아 제국.

#### 발칸 정착의 확립

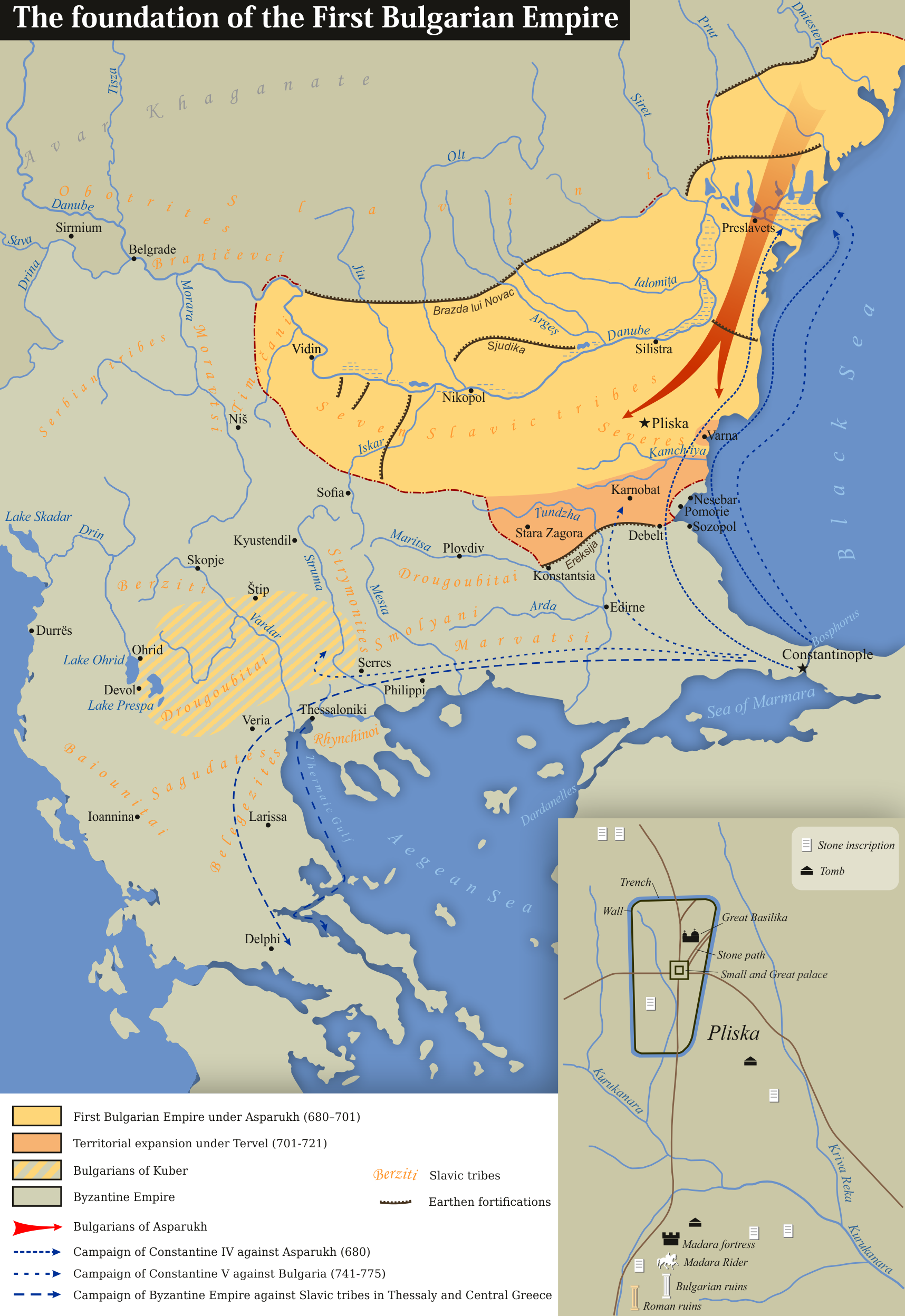
7세기의 불가리아.

680년 온갈라에서의 대승 이후 불가르족과 슬라브족의 군대는 발칸산맥 이남으로 진군하였고, 비잔티움 제국을 다시 한번 격파하여 새로운 국경선을 확정하는 굴욕적인 평화 조약을 체결하게 하였다. 비잔티움 제국은 또한 불가리아에 매년 공물을 바쳐야 했다. 동시에 동쪽에서는 하자르족과의 전쟁이 계속되어 700년 아스파루흐는 그들과의 전투에서 전사하였다. 불가리아는 드니스테르강의 동쪽을 상실하였으나, 서쪽은 여전히 유지하고 있었다. 불가르족과 슬라브족은 협정을 맺어 국가의 수장은 불가르족의 칸이 차지하여 비잔티움 제국으로부터 국가를 보호할 의무를 가졌고, 슬라브족의 지도자는 상당한 자치권을 얻는 대신 카르파티아산맥의 북방 국경선을 아바르족으로부터 보호해야 했다.
아스파루흐 칸의 계승자인 테르벨 칸은 705년 폐위된 비잔티움 황제 유스티니아누스 2세가 제위를 되찾는데 도움을 주었다. 그 대가로 테르벨은 자고라 지역과 북부 트라키아를 얻어 발칸산맥 이남으로 영토를 확장하였다. 유스티니아누스 2세는 3년 후 이 지역을 되찾으려 했지만 안키알로에서 패배하였다. 716년 테르벨은 비잔티움 제국과 이를 인정받는 협정을 체결하였다. 717년-718년의 이슬람 제국의 콘스탄티노폴리스 포위에서 테르벨은 이를 돕기 위해 50,000명의 군대를 파견하였다. 불가리아는 대승을 거두어 30,000명의 아랍인들을 학살하였고, 테르벨은 동시대에 '유럽의 구원자'로 불렸다.

#### 내부적 불안과 생존을 위한 투쟁
둘로 가문의 마지막 자손이었던 세바르 칸은 753년 사망하였다. 그의 죽음으로 불가리아 칸국은 정치적 위기에 빠졌고, 붕괴의 길로 들어섰다. 15년 동안에 7명의 칸이 등극하였고, 그들은 모두 살해당했다. 귀족들은 두 파벌로 나뉘어 비잔티움 제국과의 전쟁을 원하는 쪽과 평화 조약을 원하는 쪽으로 분열되었다. 비잔티움 제국의 황제 콘스탄티노스 5세는 이 위기를 활용하여 불가리아를 멸망시키기 위해 9번의 원정을 단행하였다. 764년 그는 불가리아의 텔레츠 칸을 안키알로에서 격파하였으나 비잔티움 제국은 더 북쪽으로 진군하지 못하였다. 775년 텔레리그 칸은 콘스탄티노스 5세를 속여 불가리아 궁정의 첩자들을 밝혀내었고, 수도 플리스카의 모든 비잔티움 첩자들이 처형당했다. 그의 후계자인 카르담 칸은 792년 마르켈리 전투에서의 위대한 승리로 유리한 전환점을 마련하였다. 비잔티움 제국은 참패하여 다시 칸에게 공물을 바치게 되었다. 이 승리의 결과로 위기는 종식되었고, 불가리아는 안정의 시기에 진입하였다.

#### 영토 확장
위대한 크룸 칸의 시대(803-814)에 불가리아의 영토는 남북으로 팽창하여 도나우강 중류와 몰다비아를 차지하여 오늘날 루마니아의 전역을 차지하였고, 809년에는 소피아를, 813년에는 아드리아노폴리스를 차지하였고 콘스탄티노폴리스를 위협하였다. 804년에서 806년 사이 불가리아 군대는 아바르족을 절멸시켰으며 도나우강 중류에서는 프랑크 왕국과 국경을 맞대었다. 811년 비잔티움의 대군은 플리스카 전투(바르비차 전투)에서 참패를 당하였다. 비잔티움 제국의 황제 니케포로스 1세는 그의 군대와 함께 살해당하였고, 그의 유골은 술잔으로 사용되었다. 크룸은 트라키아로 진군하였고, 813년 베르시니키아에서 다시 한번 비잔티움 군대를 격파하였다. 비잔티움 제국이 회담 도중 크룸 칸을 암살하려 시도한 후, 크룸은 트라키아 전역을 약탈하였고, 아드리아노폴리스를 포위하였고, 10,000명의 거주민들을 도나우강 유역으로 이주시켰다. 그는 콘스탄티노폴리스를 점령하기 위해 많은 준비를 하였다. 5,000개의 두꺼운 철판을 가진 전차가 공성 병기를 운반하기 위해 만들어졌다. 비잔티움 인들은 프랑크의 황제 루트비히 경건왕에게 도움을 요청하였다. 하지만 크룸의 죽음으로 그 원정은 이루어지지 못하였다. 크룸 칸은 가난을 줄이고 그의 광대한 국토 내의 유대감을 고취하기 위해 법제 개혁을 시행하여 그의 국가 내의 모든 인민에 대한 동등한 통치와 처벌을 확립하였다.
오무르타그 칸의 재위 기간(814-831) 동안은 비잔티움 제국과 30년 간의 평화 조약을 체결하였고, 두 국가 내에서는 9세기 초반 10년 간의 피비린내 나는 전쟁 후 경제적 복구가 이루어졌다. 827년에는 프랑크 왕국과의 북서부 국경도 도나우강 중류를 따라 국경선이 정착되었다. 거대한 궁전, 이교 사원, 통치자의 거주지, 요새, 성채, 급수 본관, 목욕탕 등 대규모의 건물이 석재와 벽돌을 이용하여 수도 플리스카에 지어졌다.
말라미르 칸의 짧은 재위 기간(831-836) 동안 중요한 도시 플로프디프가 국가에 병합되었다. 프레시안 칸의 치세(836-852)에 불가리아는 마케도니아의 대부분을 차지하였고, 국가의 국경선은 아드리아해와 에게해에 이르렀다. 비잔티움 역사가들은 불가리아의 마케도니아 확장에 대해 어떠한 저항도 언급하지 않았기에, 이 팽창은 매우 평화적으로 이루어졌다는 결론을 내릴 수 있다. 839년과 842년 사이 불가리아는 세르비아와 전쟁을 벌였지만 큰 진전이 없었다.

#### 보리스 1세 시대의 불가리아

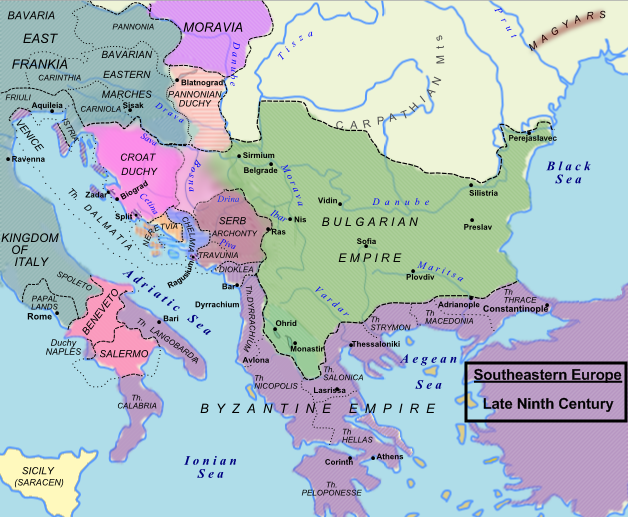
보리스 1세 치하의 불가리아.

보리스 1세의 재위 기간(852-889) 동안 많은 좌절이 시작되었다. 10년 간 비잔티움 제국, 프랑크 제국, 대모라바, 크로아티아, 세르비아와 전쟁을 벌였고 아무도 동맹으로 만들지 못하였다. 863년 8월 40일 간의 지진이 발생하였고, 흉년이 발생하여 국가 전체에 기근이 일어났다. 또한 메뚜기떼가 창궐하였다.

##### 기독교화
864년 비잔티움 제국의 미카일 3세는 불가리아가 서방 세계의 예식으로 기독교를 받아들이려 한다는 의심으로 불가리아를 침공하였다. 침공 사실을 안 보리스 1세는 평화 협상을 시작하였다. 비잔티움 제국은 콘스탄티노폴리스로부터 기독교를 수용하는 것을 요구하였다. 보리스 1세는 이를 수용하여 865년 9월 세례를 받았고 미카일 3세를 대부로 하면서 세례명으로 이름을 택하여 보리스-미하일이 되었다. 이교의 이름은 "칸"은 폐지되고 "크냐즈(княз)"가 채택되었다. 하지만 기독교 개종의 이유는 비잔티움의 침략이 아니었다. 보리스 1세는 통찰력이 있는 인물이었고 아직도 종교적 기반에 따라 분열되어 있던 불가리아 국가가 단일 종교를 통해 통합될 수 있다고 예상하였다. 그는 또한 그의 국가가 종교적인 이유로 기독교 세계에서 널리 인정받지 못하고 체결한 조약도 조인국에게 무시당한다는 것을 알고 있었다.
비잔티움 제국의 목적은 지난 2세기 동안의 전쟁 후에도 이루지 못한 평화를 이루는 것이었다. 비잔티움 제국은 기독교를 통해 불가리아를 서서히 흡수하여 위성 국가로 만들고자 하였고, 새로운 불가리아 교회의 수장은 파견된 그리스어로 설교하는 비잔티움인이었다. 보리스 1세는 이와 같은 사실을 파악하고 866년 콘스탄티노폴리스에서 불가리아 교회에 자주성을 부여하는 것을 거부하자, 그는 로마 교황 니콜라오 1세에게 사절단과 함께 115개의 질문을 보내어 서방 교회의 예식으로 기독교를 개종하고자 하는 의지를 피력했다. 보리스 1세의 목적은 비잔티움 제국과 가톨릭의 간섭을 막기 위해 불가리아 교회의 독립성을 확립하는 것이었기에 그는 로마 교회와 콘스탄티노폴리스의 대립 속에서 이득을 취하려 하였다. 보리스의 질문에 대한 교황의 자세한 질문이 두 주교에 의해 전해졌고, 그 주교들은 불가리아인들 사이에서 논란을 심화시키려 했다. 하지만 니콜라오 1세와 그의 후계자 교황 하드리아노 2세 역시 독립적인 불가리아 교회를 거부하였고, 이는 양측의 관계를 냉각시켰다. 하지만 불가리아의 로마를 향한 움직임은 비잔티움을 좀더 유화적으로 만들어, 870년 제 4차 콘스탄티노폴리스 공의회에서 콘스탄티노폴리스 총대주교의 결정 하에 독립적인 동방 정교회로 인정받았다. 이는 로마와 콘스탄티노폴리스 교회가 분열된 후 첫번째로 공식적으로 인정된 교회였다. 893년 마침내 고대 불가리아어가 공식 언어가 되었고, 교회 의식과 기독교 문학에 사용되었다.

##### 슬라브 문자 체계의 등장

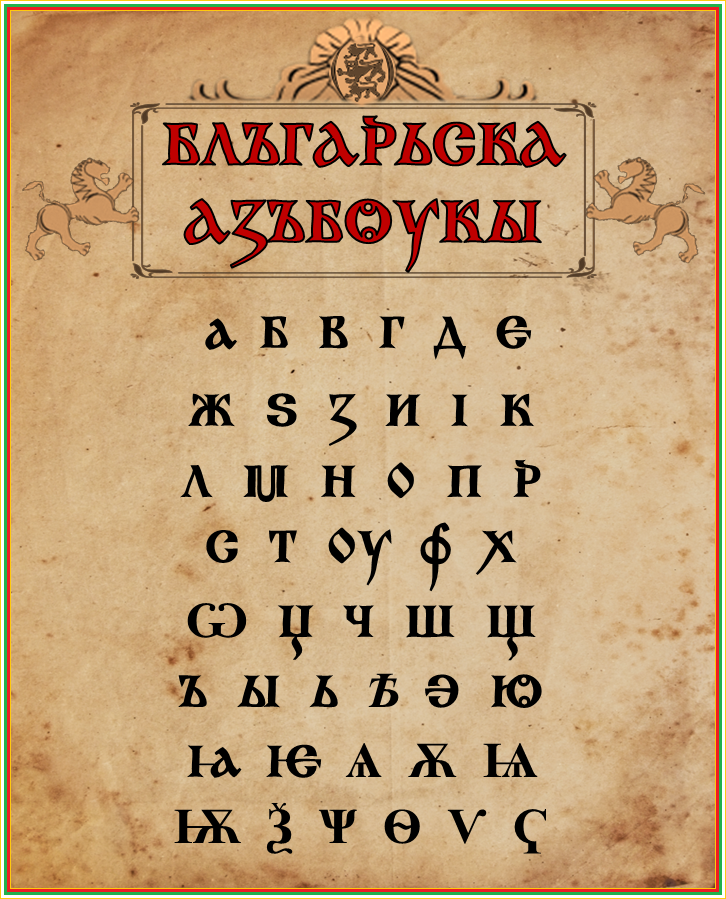
고대 불가리아어 문자

비록 불가리아의 통치자들이 독립적 교회를 확보하는데 성공하였으나, 여전히 고위 성직자는 그리스인이었고 신학 책들은 그리스어로 되어 있었으며, 이는 대중들을 새로운 종교로 개종하는 것을 지연시켰다. 860년과 863년 사이 성 키릴와 메토디가 대모라바 왕국의 선교를 목적으로 파견되었으나 이 시도는 실패로 끝나고, 키릴과 메토디의 제자 성 클레멘트와 성 나움 등이 대모라바에서 추방당하여 불가리아에 이르자, 보리스 1세는 이들을 환영하였다. 보리스 1세는 그들에게 신학 학교의 설립을 위임하였고 그곳에서 미래의 불가리아 성직자들이 불가리아 토착어로 교육받았다. 클레멘트는 불가리아 남서부의 오흐리드로 보내져서 그곳에서 886년과 893년 사이에 3,500명의 제자를 가르쳤다. 나움은 수도 플리스카에 문예 학교를 설립하였고, 이는 후에 새 수도 프레슬라프로 옮겨졌다. 893년 프레슬라프 공의회를 통해 불가리아는 글라골 문자와 고대 교회 슬라브어를 교회와 국가의 공식 언어로 채택하였고, 비잔티움 수도사들을 추방하였다. 10세기 초반 키릴 문자가 프레슬라프 문예 학교에서 고안되었다.

#### 황금기

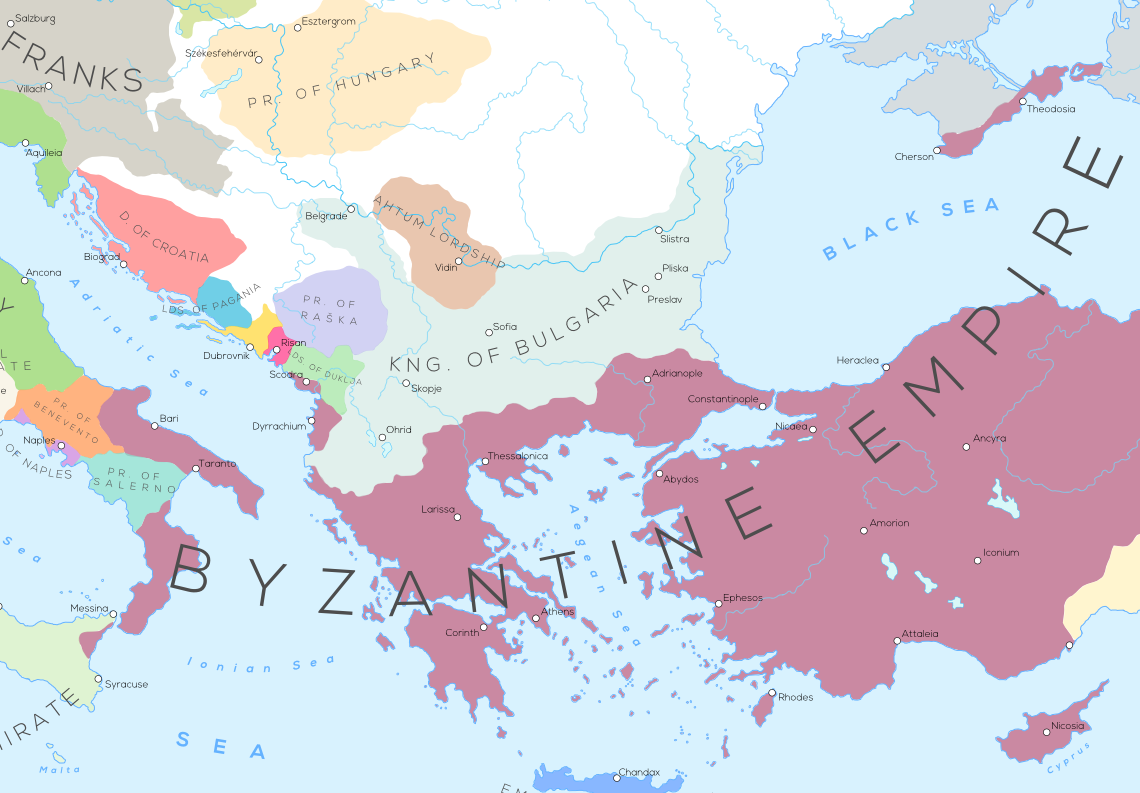
9세기에서 10세기 동안의 제 1차 불가리아 제국.

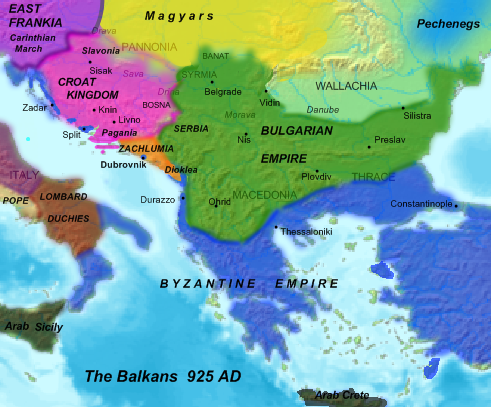
시메온 1세 치하의 불가리아 제국.

9세기 후반에서 10세기 후반에 이르러 불가리아는 남쪽으로는 에피루스와 테살리아, 서쪽으로는 보스니아, 북쪽으로는 현재의 루마니아와 동부 헝가리까지 확장하였다. 세르비아 국가는 9세기 중반 불가리아의 팽창에 대응하여 모라바 서쪽에서 등장하였다. 비잔티움 제국과 불가리아에 번갈아가며 충성하던 세르비아 통치자들은 924년 불가리아 장군이자 소피아의 백작으로 추정되는 마르마이스에게 종속될 때까지 불가리아 통치자들의 공격에 성공적으로 저항하였다. 콘스탄티노폴리스에서 교육받은 차르 시메온 1세의 시기에 불가리아는 비잔티움 제국의 가장 큰 위협이었으며 최대 영토 확장을 이룩하였다. 시메온 1세는 콘스탄티노폴리스를 취하고자 하였고 그의 긴 재위 기간(893-927) 동안 비잔티움 제국과 계속적으로 전쟁을 벌였다. 그의 치세 말기에 불가리아의 국경은 아티카의 북부 경계에 이르렀다. 시메온 1세는 자신을 "불가리아인의 황제(차르)이자 그리스인의 전제군주"로 칭하였고, 교황에게 인정받았으나 비잔티움 제국의 콘스탄티노폴리스 총대주교에게는 인정받지 못하였다. 그는 그의 치세 말기에 비잔티움 황제와 총대주교에게 "불가리아인의 황제(차르)"로 인정받았을 뿐이었다.
894년과 896년 사이에 그는 비잔티움 제국과 그들의 동맹인 마자르족을 불가리아 무역소를 콘스탄티노폴리스에서 솔룬으로 옮겼다는 구실로 일으킨 "무역 전쟁"에서 격파하였다. 불가로피곤 전투에서 비잔티움 군대는 참패하였고, 비록 평화를 깬 자는 시메온 1세였지만 불가리아는 전쟁을 성공적으로 끝냈다. 904년 그는 아랍인들에게 약탈당하였던 솔룬을 점령하였고, 시메온 1세는 마케도니아의 슬라브인 거주 지역과 알바니아의 드라치와 같은 중요한 마을을 포함한 20개 요새를 점령한 후 비잔티움 제국에게 반환하였다.
913년 비잔티움 제국이 알렉산드로스 황제 사후 혼란에 빠지자 시메온 1세는 비잔티움령 트라키아를 침공하였지만, 시메온 1세의 황제위에 대한 공식적 인정과 그의 딸과 어린 황제 콘스탄티노스 7세의 결혼을 조건으로 귀환하였다. 시메온 1세는 비잔티움 제국의 섭정이 되고자 하였고 일시적으로 비잔티움 제국을 통치하였다. 하지만 콘스탄티노스 7세의 모친이자 비잔티움 제국의 황후 조에의 음모로 그 결혼과 시메온 1세의 칭호는 거절되었고, 전쟁으로 이어졌다. 917년 시메온은 비잔티움 제국과 마자르족, 페체네그인, 세르비아의 동맹 시도를 막았고, 비잔티움 제국은 혼자서 싸우게 되었다. 8월 20일 두 군대가 안키알로에서 벌인 전투는 중세의 가장 위대한 전투 중 하나였다. 비잔티움 제국은 전례없는 패배를 당했고, 70,000명이 전사하였다. 불가리아의 추격군은 카타시르타이에서 잔존 적군을 격파하였다. 콘스탄티노폴리스는 서부에서의 세르비아의 공격으로 구원되었다. 세르비아 군대는 패배하였지만, 그들의 공격은 비잔티움의 해군 제독이자 후일 황제가 되는 로마노스 1세 레카페노스에 의해 도시를 방어할 준비를 할 수 있게 해주었다. 이후 10년 간 불가리아는 콘스탄티노폴리스와 펠로폰네소스반도를 제외한 발칸 반도 전역을 통치하였다.
보스니아 고지의 전쟁이라 불리는 926년의 불가리아-크로아티아 전쟁에서 알로고투르 공작은 크로아티아를 공격하였다. 크로아티아는 토미슬라브 왕의 치하에서 불가리아군을 격파하였고 시메온의 서부로의 확장은 중단되었다.

#### 쇠퇴
927년 시메온의 사후 불가리아의 국력은 점차 쇠퇴하였다. 같은 해에 체결된 평화 조약을 통해 비잔티움 제국은 시메온의 아들 페터르 1세의 황제위와 불가리아 총대주교를 인정하였다. 하지만 비잔티움 제국과의 평화는 불가리아에 번영을 가져오지 않았다. 그의 치세 초반에 페터르는 내부의 불안정과 그의 형제들의 불만에 직면하였으며, 930년에는 라쉬카의 독립을 인정하여야 했다. 가장 큰 타격은 북방으로부터였다. 934년과 965년 사이에 불가리아는 마자르족에게 다섯 번이나 침략받았다. 944년 불가리아는 페체네그인에게 침략받았고, 그들은 제국의 북동부를 약탈하였다. 페터르 1세와 보리스 2세의 치하에 불가리아는 평등주의적인 보고밀주의 이단에 의해 분열되었다.
968년 불가리아는 키예프 루스에게 공격받았고, 그들의 통치자인 스뱌토슬라프  1세는 프레슬라프를 점령하였다. 3년 후 비잔티움 제국의 황제 요한네스 1세 치미스케스는 이 분쟁에 개입하여 스뱌토슬라프  1세를 도로스톨론에서 격파하였다. 보리스 2세는 포로로 잡혔으며 콘스탄티노폴리스에서 그의 황제위를 박탈당했고 동부 불가리아는 비잔티움 제국의 보호령이 되었다.

#### 멸망

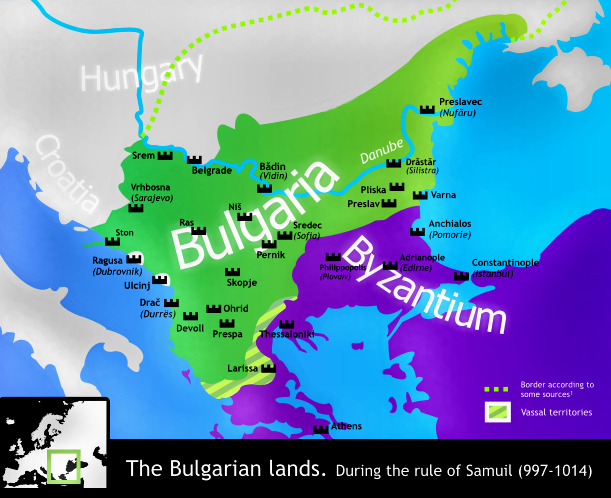
사무일 치하의 불가리아.

비잔티움 제국의 점령 이후 이스카르강 서부 지역은 불가리아에 남았고, 코미토풀리 형제의 주도로 비잔티움에 대한 저항 운동이 일어났다. 976년 그들의 막내인 사무일이 그의 형들의 사후 모든 권력을 장악하였다. 크룸 왕가의 후손은 로만은 콘스탄티노폴리스에서 탈출하여 비딘에서 사무일에 의해 황제로 인정받았고, 사무일은 불가리아 군대의 통수권자가 되었다. 명석한 장군이자 뛰어난 정치가였던 사무일은 불가리아의 국운을 되돌리기 위해 노력하였다. 비잔티움 제국의 새 황제 바실레이오스 2세는 986년 트라얀 관문의 전투에서 대패하였고 간신히 탈출하였다. 5년 후 사무일은 라쉬카의 세르비아를 멸망시켰다. 997년 로만의 사후 사무일은 불가리아의 황제로 즉위하였다. 그러나 1001년 이후 전쟁은 불가리아의 옛 수도 플리스카와 프레슬라프를 점령한 비잔티움 제국에 유리하게 변하였고, 1004년부터 불가리아에 대한 원정을 실시하였다. 비잔티움 제국은 1003년 새로 등장한 헝가리와 불가리아의 전쟁에서 이득을 취하였다. 비잔티움 제국은 스페르헤이와 스코페에서 약화한 불가리아군을 격파하였고, 바실레이오스 2세는 체계적으로 불가리아의 거점들을 점령해 나갔다. 마침내 1014년 클레이디온 전투(벨라시차 전투)에서 불가리아는 완전히 패배하였다. 바실레이오스 2세는 포로로 잡은 불가리아군의 백단위로 나누어 100명 중 99명을 장님으로 만든 후, 남은 한명은 한쪽 눈만 남긴 후 그의 동료들을 데리고 가도록 하였다.(바실레이오스 2세는 "불가록토노스", 즉 불가르인의 학살자라는 별명을 얻었다.) 차르 사무일은 이것을 보고 심장마비로 사망하였다. 1018년 마지막 불가리아 거점이 항복하였고 제 1차 불가리아 제국은 멸망하였다.

### 비잔티움 제국의 속주(1018년 ~ 1185년)
제1차 불가리아 제국이 1018년 비잔티움 제국에게 멸망한 이후, 불가리아는 비잔티움 제국의 속주가 되었다. 불가리아에는 테마 제도가 실시되었고, 고위 귀족과 성직자들의 특권이 보장되었다. 하지만 바실레이오스 2세 사후 후계자들의 시대에 불가리아에는 압정이 가해졌다. 불가리아 정교회의 오흐리드 수좌주교구는 콘스탄티노플의 총대주교구에 종속되었고, 대주교 자리는 그리스인들이 차지하였고, 불가리아인들이 뽑히는 것은 불가능해졌다. 또한 불가리아 귀족들과 차르의 친척들은 비잔티움 제국의 직위를 받고 아시아 지역으로 이주당했다. 하지만 불가리아인들은 비잔티움 제국에 완전히 통합되지 않았다. 1041년, 1072년, 1080년에 연달아 봉기가 일어났으나 이 봉기는 모두 진압되었다. 1040년 미카일 4세에 의해 시행된 재정 개혁으로 불가리아의 농민들에게는 금전으로 세금이 부과되었고, 테마 제도가 프로노이아 제도로 변화하면서 농민들은 영주의 착취에 시달리게 되었다.

### 제2제국시대(1185년 ~ 1396년)
12세기 후반 마누일 1세 콤니노스 사후 안드로니코스 1세를 시작으로 일련의 무능한 황제들이 등장하면서 비잔티움 제국의 발칸 지배는 약화되기 시작하였다. 1185년 터르노보의 귀족인 토도르 페터르와 아센 형제가 세금의 경감과 프로노이아를 요구하였으나 이사키오스 2세는 거절하였다. 1185년 여름 살로니카의 성 디미터르의 이콘이 터르노보에서 발견되었고, 아센 형제는 성 디미터르가 불가리아를 돕기 위해 살로니카를 포기했다고 선언하면서 거병하였다. 이는 불가리아 민중들에게 광범위한 영향을 미쳤고, 비잔티움 제국의 지배에 불만을 품고 있던 많은 사람들이 참가하였다. 아센과 페터르는 국가의 계승성을 강조하기 위해 제 1차 불가리아 제국의 수도였던 프레슬라프를 공격했고, 1185년 가을과 1186년 봄 사이에 바르나를 제외한 불가리아 북부는 해방되었다. 그러자 1186년 여름 비잔티움 제국의 황제 이사키오스 2세는 직접 발칸산맥을 넘어 모에시아를 침공했다. 아센 형제는 도나우강 북쪽으로 후퇴했고, 이사키오스 2세는 반란이 종식되었다고 판단하여 콘스탄티노폴리스로 돌아갔다. 하지만 아센 형제는 쿠만족 용병대를 이끌고 돌아왔고 전쟁은 남부 트라키아, 로도피, 마케도니아까지 확산되었다. 유능한 장군이었던 아센은 많은 수의 비잔틴 군대를 신속하게 쳐부수고 끊임없이 공격했다. 1187년 로베치에서의 3달간의 포위가 실패한 뒤, 비잔티움 제국은 휴전을 요청했다. 이로써 불가리아의 독립은 사실상 승인되었으며 아센 형제의 막내 동생인 칼로얀이 인질로 콘스탄티노폴리스에 보내졌다. 1189년 제3차 십자군이 일어나자 불가리아는 비잔티움과 적대하는 신성 로마 제국의 황제 프리드리히 1세에게 40,000명의 군대를 지원하는 대신 불가리아가 차지한 영토 보전과 황제 칭호 부여를 요구했다. 프리드리히 1세는 응답하지 않았고 프리드리히 1세가 비잔티움 령을 통과한 1190년 비잔틴 군은 터르노보 원정을 실시하였다. 하지만 비잔틴 군은 천연의 요새인 터르노보를 함락시키지 못하였으며, 쿠만족 원군이 도착했다는 소식을 듣자 철수하였다. 추격에 나선 불가리아군은 트랴브나에서 대승을 거두었으며, 이사키오스 2세는 황제의 관과 옷을 버려두고 간신히 탈출했다. 같은 해 페터르는 아센에게 제위를 물려주고 자신은 프레슬라프를 중심으로 불가리아 북동부와 도브루자 지역을 통치했다. 불가리아는 이후 발칸산맥 이남의 비잔티움 제국령까지 정복하였고, 1193년에는 스레데츠(소피아)를 회복하였다. 또한 헝가리와의 전투에서 승리하면서 오랫동안 헝가리령이었던 베오그라드와 브라니체보를 탈환하였다. 또한 1194년 아르카디오폴리스에서 비잔티움 제국에게 중요한 승리를 거두었다. 하지만 아센의 중앙 집권적 정책에 귀족들의 반발이 커지고 있었다. 1196년 불가리아는 세레스에서 비잔티움에게 승리를 거두었으나, 아센이 비잔티움 제국의 사주를 받은 자신의 사촌 이반코에게 암살당하고 말았다. 이반코는 왕위를 찬탈하고 비잔티움 제국에게 지원을 요청하였으나, 비잔티움 제국에서 파견한 군대는 도중에 반란을 일으켜 불가리아에 들어가는 것을 거부하였다. 이반코는 페터르에게 포위당하였기 때문에 수도에 머물러 있을 수 없었고, 결국 비잔티움 제국으로 도망쳐 플로프디프의 영주가 되었다. 하지만 불과 1년 후 귀족들의 반발로 페터르가 암살당하고, 왕위는 그의 막내 동생인 칼로얀이 콘스탄티노폴리스를 탈출하여 계승하였다. 부활한 불가리아는 흑해에서 도나우강, 발칸산맥과 동부 마케도니아와 모라바 계곡을 포괄하는 영토를 가졌고, 왈라키아와 몰다비아에 영향력을 미쳤다. 불가리아의 가장 성공적인 두 군주인 칼로얀과 이반 아센 2세의 시대에 불가리아는 상당한 군사력과 경제력을 바탕으로 지역 강국으로 떠올랐다. 1204년에서 1261년까지의 라틴 제국 시대에, 불가리아 국민들과 종교 지도자들은 수도 터르노보에 동방 정교회의 전통을 보존한 많은 종교적 유물들을 보유한 자신들을 비잔티움 제국의 정통 후계자로 여겼다.

#### 칼로얀 치세(1197년 ~ 1207년)
형들에 이어 차르가 된 칼로얀은 국내 귀족들에게 엄격한 조치를 취하여 정권을 안정시켰으며, 마케도니아와 로도피 산맥의 통치관에 임명되었던 이반코와 동맹을 맺었다. 칼로얀은 1201년 북부 불가리아 최후의 비잔티움 제국령이었던 바르나를 정복하였고, 1202년에는 비잔티움 제국과 화약을 체결하여 불가리아가 점령한 지역의 획득을 정식으로 승인받았다 또한 1203년 불가리아 국내의 혼란을 틈타 잠시 헝가리가 점령하였던 베오그라드와 브라니체보를 다시 탈환하고 헝가리인을 추방하였다. 차르 칼로얀은 불가리아의 국제적 지위를 안정시키기 위하여 로마 교황과의 관계를 강화하였고, 1199년부터 교황 인노켄티우스 3세와 교섭을 시작하였다. 1202년부터 활발해진 협상은 1204년 로마의 사절인 추기경 레오가 칼로얀을 불가리아의 왕(Rex)로 선포하였으나, 칼로얀은 황제의 칭호가 수여된 것으로 간주하고 자신을 '불가리아인과 왈라키아인의 차르'로 선포하였다. 같은 해 불가리아가 로마 교회의 권위를 인정하는 협정을 맺어 헝가리와의 전쟁도 종식되었으나, 협정 체결 후 불가리아가 로마 교회에 간섭받는 것은 전혀 없었고 불가리아 교회는 실질적으로 동방 정교회에 속했다. 1204년 제4차 십자군이 콘스탄티노폴리스를 점령하고 라틴 제국을 건국한 뒤, 라틴 제국의 보두앵 1세가 불가리아인을 예속민으로 선언하자 교황 인노켄티우스 3세는 라틴 제국과 불가리아의 대립을 중재하려 했지만 실패로 돌아갔다. 라틴 제국이 트라키아 북동부를 침공하자 트라키아에 피신해 있던 비잔틴 귀족들은 비잔티움 제국의 제위를 조건으로 불가리아에게 보호를 요청하였다. 이에 불가리아는 트라키아의 반란을 선동하고 필리포폴리스(현재의 플로프디프)와 아드리아노폴리스(현재의 에디르네)를 점령하였다. 1205년 그는 아드리아노폴리스 전투에서 라틴 제국군에게 결정적인 패배를 안겼고 보두앵 1세는 포로로 사로잡힌 뒤 죽었다. 이후 라틴 제국의 세력은 한풀 꺾여 발칸 반도에 큰 영향력을 발휘하지 못하였다. 이듬해 라틴 제국은 루시온 전투에서 다시 큰 패배를 당했다. 그러나 불가리아의 세력 확장을 두려워한 비잔티움 귀족들이 배신하고 라틴 제국과 동맹을 맺자, 격노한 칼로얀은 동트라키아를 침공하여 10,000여 명의 비잔틴 인들을 죽이고 정복지 주민을 도나우강 연안으로 이주시켰다. 또한 1201년에는 바르나를 함락한 이후 주민들을 모두 생매장했으며, 불가록토노스(Bulgaroktonos; 불가리아인의 학살자)라고 불렸던 바실레이오스 2세를 의식하여 스스로에게 '로마인의 학살자'라는 뜻인 로마녹토노스(Romanoktonos)라는 별명을 붙였다. 1207년까지 칼로얀은 제 1차 불가리아 제국 시대에 차지했던 마케도니아 지방의 대부분을 정복하였지만, 부하의 배신으로 암살당하고 말았다. 칼로얀의 여동생의 아들인 보릴이 왕위를 찬탈하였으며, 제위 계승자였던 이반 아센 1세의 아들 이반 아센(후의 이반 아센 2세)과 알렉산더르 형제는 루스의 갈리치-볼린 공국으로 망명하였다. 보릴의 통치기에 봉건 귀족은 다시 자립성을 강화하였으며 중부 마케도니아 지방의 영주들은 반독립적인 상태가 되어 독자적으로 외국과 동맹 관계를 맺었다. 보릴은 초기에는 칼로얀의 노선과 같이 하여 라틴 제국과 적대하였으나, 1214년 로마 교회의 개입으로 라틴 제국과 헝가리와 화의를 맺었다. 이 시기 불가리아는 라틴 제국, 에페이로스 공국, 헝가리에게 영토를 잠식당하였고, 국내에서도 귀족층과 민중들 모두가 보릴에게 불만을 품어 비딘에서는 보릴에 대한 반란이 발생하였다.

#### 이반 아센 2세의 치세(1218~1241)

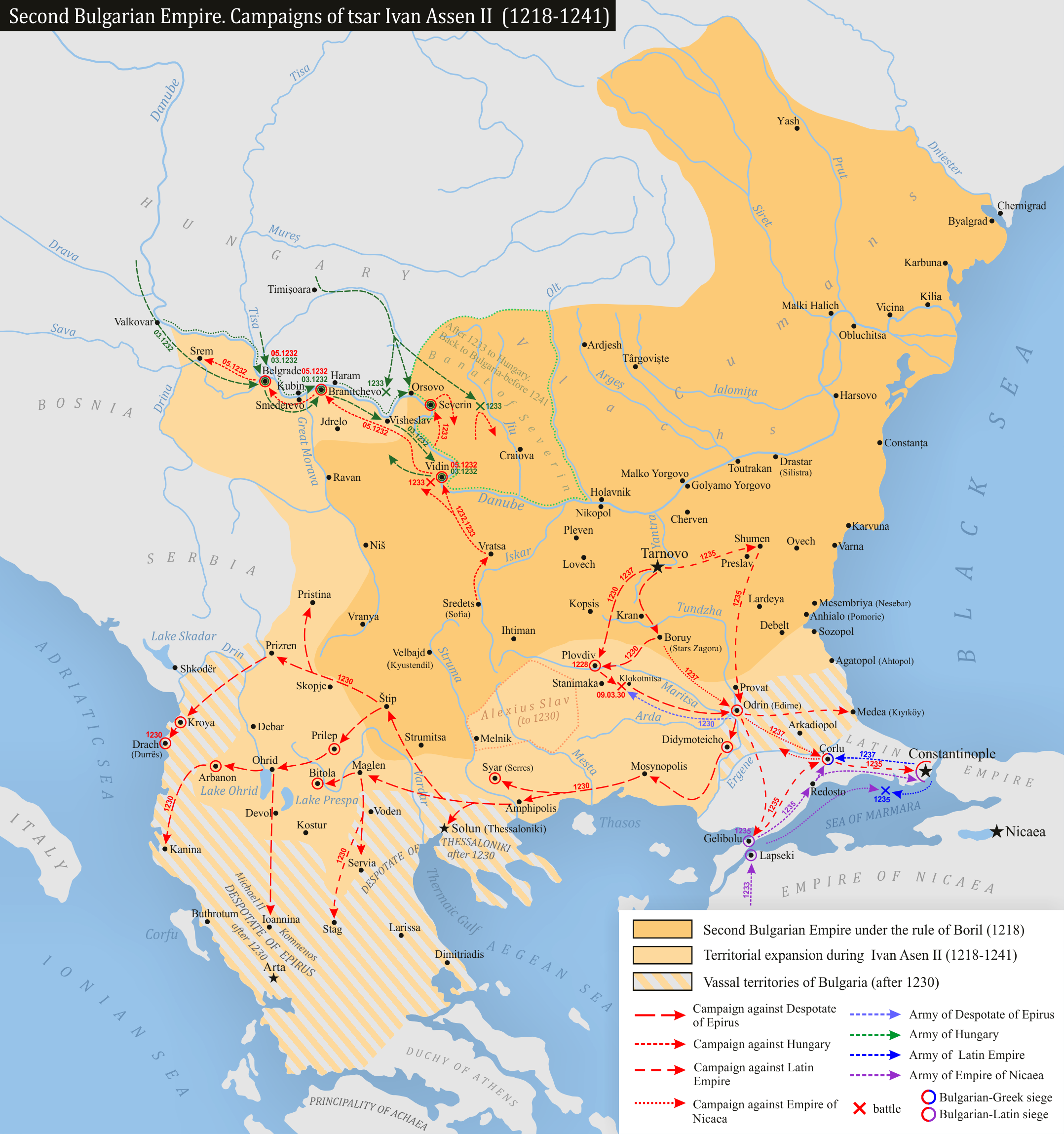
이반 아센 2세 시기의 불가리아.

1217년 이반 아센 2세는 용병을 이끌고 와 보릴에게 도전하였다. 7개월 간의 포위 끝에 보릴이 패배하였고, 이반 아센 2세는 제위를 되찾았다. 그의 시대에 불가리아의 국력은 절정에 이르러 빼앗긴 땅들을 되찾고 아드리아노폴리스와 알바니아까지 영토를 확장했다.
이반 아센 2세의 치세 초반 헝가리와의 결혼 동맹을 통해 베오그라드와 브라니체보를 평화적으로 되찾았다. 1223년 에페이로스 공국이 테살로니키를 점령하면서 발칸 반도 정세의 중심으로 부상하자, 불가리아는 에페이로스와 협정을 맺었다. 한편 에페이로스와 대립하던 라틴 제국의 제후들은 이반 아센 2세에게 어린 황제 보두앵 2세의 후견을 요청하였고 이반 아센 2세는 이를 승낙하여 라틴 제국과 동맹 관계가 성립되었다. 에페이로스의 데스포트 데오도로스 콤네노스 두카스는 맹약을 파기하고 불가리아를 침공하였지만, 1230년 3월 9일 클로코트니챠 전투에서 이반 아센 2세는 대승을 거두었고, 테오도로스를 포로로 사로잡았으며, 에페이로스 공국을 불가리아의 봉신으로 전락시켰다. 클로코트니챠 전투를 통해 불가리아의 강역은 트라키아의 대부분, 로도피 지역, 마케도니아 전역, 알바니아에 이르렀으며, 제 1차 불가리아 제국의 최대 판도와 맞먹는 영역을 지배하는 발칸 반도 제일의 대국으로 떠올랐다.
로마 교회는 불가리아의 견제를 위해 헝가리에게 불가리아 북서부를 공격할 것을 촉구하였으며, 헝가리는 일시적으로 베오그라드와 브라니체보를 획득하였으나 이반 아센 2세의 동생인 알렉산더르에게 격퇴당했다. 이로써 칼로얀 때 성립되었던 로마 교회와의 합작도 파기되어, 1235년 니케아과 반 라틴 제국 동맹을 맺음과 동시에 로마 가톨릭으로부터 독립하여 독립된 수좌주교구(Patriarch) 설치를 인정받았고 이로써 제 1차 불가리아 제국 멸망 이후 사라졌던 불가리아 정교회가 부활하였다.
이반 아센 2세는 현명하고 자애로운 군주로 명성을 얻었으며, 서방 세계, 특히 베네치아와 제노바와 제국의 무역 확대를 위해 교류하였다. 불가리아 제국은 경제적 번영을 누렸으며, 무역 관계가 확대되고 1235년에는 정비된 해군을 보유하였다. 하지만 그의 치세 말년에 몽골 제국이 동유럽을 침공해 러시아를 정복하고 폴란드와 헝가리를 혼란에 빠트렸고, 불가리아에도 침공해왔다. 하지만 1241년 이반 아센 2세가 죽은 뒤에야 불가리아 지배자들은 몽골의 위험성을 인식하게 되었다.

#### 몽골의 침입과 이바일로의 난(1241~1280)

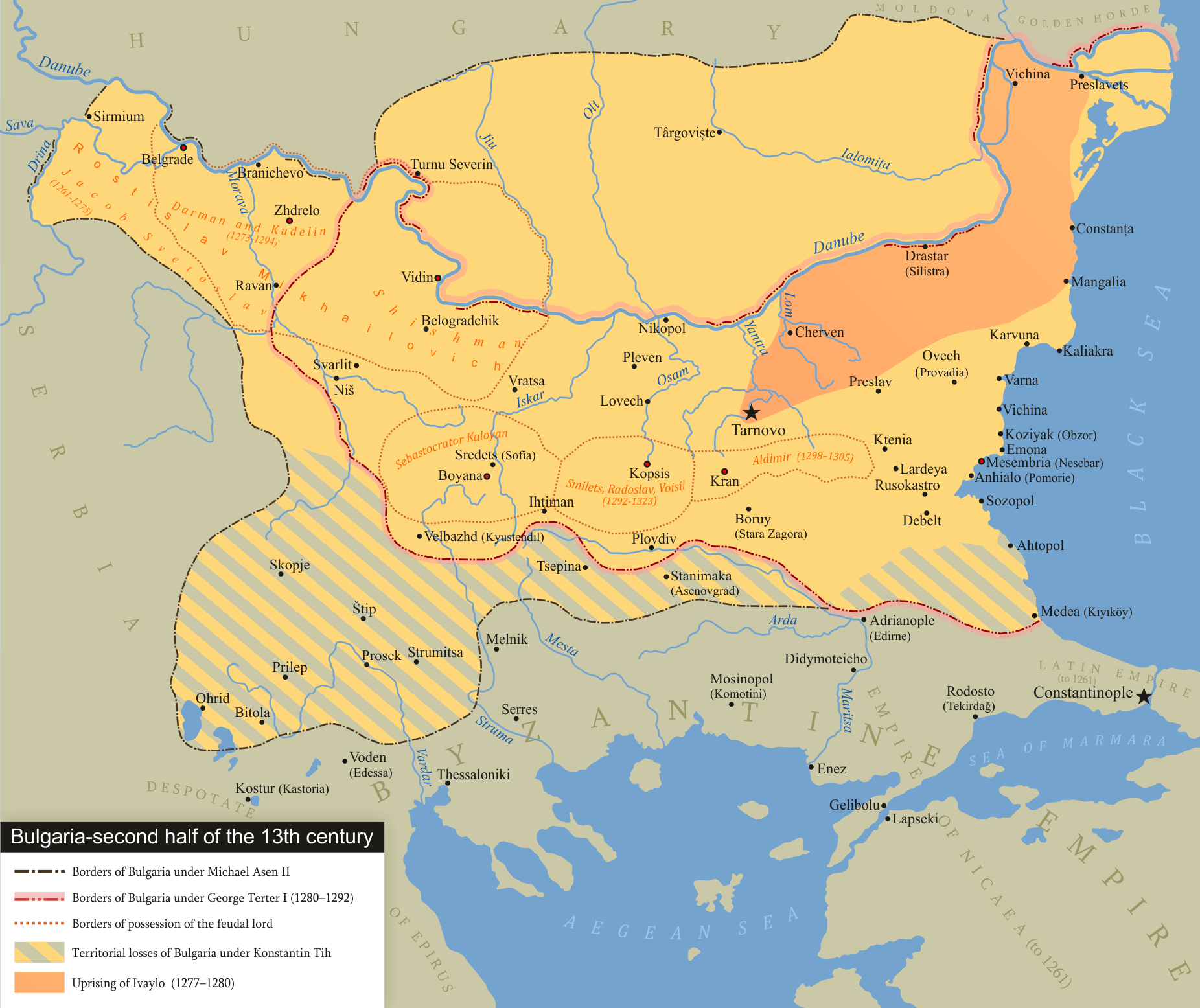
13세기 후반의 불가리아.

이반 아센 2세의 후계자들의 시대에 불가리아는 쇠퇴하기 시작하였다. 이반 아센 2세의 후계자인 칼리만 아센 1세는 어린 아이였기 때문에 더 이상 황제권으로 지방 귀족들의 할거를 막을 수가 없었다. 1242년 몽골의 침입은 불가리아를 황폐화시켰으며, 불가리아는 킵차크 칸국의 칸에게 조공을 바치는 신세가 되었다. 1246년 칼리만 1세가 죽은 후 더 어린 미하일 아센 1세가 즉위하였고, 모후 이레네 콤네나와 왕의 장인 로스티슬라프 미하일로비치 등이 섭정으로 권력을 행사했다. 이 시기 불가리아는 세르비아와 니케아, 헝가리의 도전에 직면하였으며, 니케아은 남부 마케도니아, 로도피 산맥 지역과 트라키아의 일부를 병합하였고 헝가리는 베오그라드 지역을 병합하였다. 또한 왈라키아에서 토착 귀족들이 성장하면서 왈라키아에 대한 영향력도 상실하였다. 또한 미하일 아센 1세의 시대에 중앙의 통제력이 약화하면서 소피아에서는 왕의 사촌인 세바스토크라토르 칼로얀, 스코페의 콘스탄틴 티흐와 같은 대귀족들이 독자적인 세력을 형성하였다.
1256년 미하일 아센 1세가 죽자 귀족들은 왕위쟁탈전으로 내분에 휩싸여 1256년과 1257년 사이에 3명의 차르가 바뀌는 등 엄청난 혼란에 빠졌고, 여기에 외침까지 시달리면서 농민들은 전쟁과 약탈로 인해 큰 타격을 입었다. 권력을 장악한 새 황제 콘스탄틴 티흐는 비잔티움 제국과의 관계 안정을 위해 당시 비잔틴 황제인 미카일 8세의 조카 마리아 칸타쿠제나와 결혼하였지만, 안키알로(현재의 포모리에)와 메셈브리아(현재의 네세버르)를 둘러싼 다툼 끝에 다시 관계가 악화되었다. 미카일 8세는 사생아 유프로시네를 킵차크 칸국의 유력자 노가이 칸에게 시집보내면서 킵차크 칸국과 동맹을 맺었고, 1274년 킵차크 칸국은 불가리아를 침공하였다. 결국 불가리아는 안키알로와 메셈브리아를 양도하여야 했다. 또한 콘스탄틴 티흐는 헝가리를 공격했으나 오히려 패배하고 비딘 및 북서부 지역을 빼앗겼다.
콘스탄틴 티흐의 20년 치세 내내 불가리아는 불안정했다. 그의 치세 말년 사냥 도중 다리가 부러진 콘스탄틴 티흐는 정무를 거의 보지 못하였고, 비잔티움 제국 출신의 황후 마리아 칸타쿠제나가 실질적인 권력자로 군림하였다. 국가의 권위가 실추되고 중앙 권력이 약화된 상황에서 불가리아의 무질서는 심화되었고, 군비를 조달하기 위해 민중들에게 부과되는 세금의 양이 늘어났다. 또한 봉건제의 발전으로 인한 영주들의 약탈과 외국의 침략은 농민들의 상황을 악화시켰다. 이러한 상황에서 1277년 도브루자의 돼지치기 이바일로가 '신의 계시를 받았다'고 주장하면서 봉기를 일으켰다. 이바일로의 주도 하에 결성된 의용군은 몽골군을 격파하여 도나우강 이북으로 몰아내었고, 이 승리를 계기로 황제에게 실망해 있던 농민들이 이바일로에게 합류하기 시작하였다. 같은 해 가을 이바일로는 터르노보로 진격하였고, 진군중에 민중들에 의해 황제로 추대되었다. 콘스탄틴 티흐는 의용군과의 전투에서 패배한 뒤 살해당했고, 이바일로는 터르노보를 포위하였다.
비잔티움 제국의 황제 미카일 8세는 이바일로의 반란이 제국 내에 미칠 것을 염려하여 개입할 것을 결정했고, 비잔티움 제국에서 성장한 아센 가문 출신의 이반 아센 3세를 새로운 차르로 내세웠다. 이에 이바일로는 터르노보 정부와 강화를 맺고 콘스탄틴 티흐의 미망인 마리아 칸타쿠제나와 결혼하여 유럽 최초의 농민 황제로 즉위하였다. 하지만 이바일로는 노가이 칸의 정예병과 싸우면서 드러스터르의 요새에 3달 간 포위당하였고, 이에 이바일로가 죽었다는 소문이 퍼졌다. 터르노보의 귀족들이 쿠데타를 일으켜 마리아 칸타쿠제나를 축출하고 이반 아센 3세를 맞아들였다. 하지만 이바일로는 포위를 뚫고 다시 나타나 이반 아센 3세를 지원하는 비잔티움 군대를 두 차례나 격파하였고, 이반 아센 3세는 이에 겁에 질려 비잔티움 제국으로 달아났다. 귀족들은 쿠만족 계통의 귀족 게오르기 테르테르를 새로운 차르로 추대하면서 그를 중심으로 통합되었고, 이바일로와 게오르기 테르테르의 전쟁은 1년가량 지속되었으나 결국 점점 전쟁에 지쳐가던 기색이 역력하던 이바일로군의 패배로 끝났다. 이바일로는 킵차크 칸국으로 망명하였으나 노가이 칸에게 암살당하였다.

#### 중흥과 벨버즈드 전투(1280~1331)
이바일로를 몰아낸 게오르기 테르테르 1세의 치세에 불가리아는 비딘의 시슈만, 스레드나고라산맥 일대의 스밀레츠, 라도슬라프, 보이실 3형제, 브라니체보의 다르만과 쿠델린 등 반독립 상태의 봉건 영주들이 난립하였고, 왈라키아에는 독자적 국가가 세워졌다. 1285년 킵차크 칸국은 불가리아를 다시 공격하였고, 게오르기 테르테르는 아들 토도르 스베토슬라프를 킵차크 칸국의 인질로 보내고 딸을 노가이의 아들 차카에게 시집보내면서 킵차크 칸국의 속국이 되었다. 1292년 게오르기 테르테르 1세는 몽골의 간섭 속에서 스밀레츠에게 제위를 찬탈당하여 비잔티움 제국으로 망명하였고, 스밀레츠의 치세에도 몽골의 간섭은 계속되었다.
1299년 킵차크 칸국에서도 토흐타가 정변을 일으켜 노가이를 죽이자, 노가이의 아들 차카는 토도르 스베토슬라프와 함께 불가리아로 도망쳤다. 차카는 스밀레츠의 아들 이반을 몰아내고 차르가 되었으나, 1300년 토도르 스베토슬라프에게 살해당하고 그 목은 토흐타에게 보내졌다. 토도르 스베토슬라프는 그 대가로 남부 베사라비아를 할양받았다. 토도르 스베토슬라프의 치세에도 킵차크 칸국과의 관계는 계속되어, 킵차크 칸국의 우즈베크 칸은 1319년부터 세르비아, 비잔티움 제국과의 전쟁을 벌인 불가리아를 지원하여 트라키아를 침공하기도 하였다. 몽골과의 관계는 1341년 우즈베크 칸이 사망하고 나서야 그의 후계자들이 더 이상 팽창 정책을 벌이지 않겠다고 선언함으로써 끝이 났다.
토도르 스베토슬라프는 분열된 불가리아를 다시 통일하여 무너져가는 제국의 중흥기를 열었다. 토도르 스베토슬라프는 비잔티움 제국의 내정 간섭을 막고 귀족들과 고위 성직자들의 반항을 억제하면서 중앙 집권화에 성공하였다. 토도르 스베토슬라프는 자신을 도와주었던 터르노보의 총주교 요아킴 3세를 배신죄를 씌워 처형하였고, 크런 지방에서 독자 세력을 형성하고 있던 게오르기 테르테르 1세의 동생이자 그의 삼촌인 알디미르가 비잔티움 제국과 동맹을 맺어 그에게 대항하자 싸워서 죽였다. 토도르 스베토슬라프는 비잔티움 제국에 대해 공세를 취하여 북부 트라키아와 흑해 연안 지역을 회복하였고, 1308년 비잔티움 제국과 화약을 맺어 이를 인정받았다. 세르비아와는 반 비잔티움 동맹을 맺어 관계가 개선되었고, 1321년 비잔티움 제국에서 내전이 일어나자 토도르 스베토슬라프는 안드로니코스 3세의 편을 들어 영토 확장을 도모하기도 하였다.
14세기 초 몽골군이 철수하면서 유럽에는 안정이 찾아왔고, 불가리아 및 발칸 국가들도 현재의 국경과 비슷한 영역을 형성하였다. 하지만 헝가리와 세르비아의 성장으로 다시금 전운이 감돌기 시작하였다. 1322년 토도르 스베토슬라프가 사망하고 뒤를 이어 즉위한 그의 아들 게오르기 테르테르 2세는 1323년 비잔티움 제국을 침공하여 아드리아노폴리스로 진격하던 도중 급사하고, 이반 아센 2세의 외손녀와 비딘의 데스포트 시슈만 사이의 아들인 미하일 아센 3세가 황제로 즉위하여 시슈만 왕조를 개창하였다. 미하일 3세는 스베토슬라프 대의 정책을 계승하여 비잔티움 제국의 왕위 계승 다툼에 개입하였고, 이후에도 비잔티움 제국과 전쟁을 벌였으나 세르비아의 성장으로 동맹 관계로 전환하였고, 세르비아를 침공하였다. 하지만 1330년 세르비아의 스테판 3세 데찬스키와의 벨버즈드 전투에서 대패하여 그 자신은 전사하고 마케도니아는 분할당하였으며, 데찬스키는 미하일의 아들 이반 스테판을 꼭두각시로 내세웠다. 벨버즈드 전투의 결과로 불가리아는 스베토슬라프 대에 안정되었던 중앙 집권력에 큰 타격을 입었다. 또한 비잔티움 제국의 안드로니코스 3세는 이틈을 타서 동맹을 파기하고 흑해 연안 일대의 메셈브리아와 소조폴 일대를 차지하였다.
불가리아의 귀족들은 이반 스테판을 세르비아의 꼭두각시로 여겼고, 결국 1331년 궁정혁명이 일어나 미하일 시슈만의 조카이자 이반 스테판의 사촌인 로베치의 데스포트 이반 알렉산더르가 즉위하여 정세는 급변하였다. 또한 세르비아에서도 스테판 우로시 4세 두샨이 아버지 스테판 데찬스키를 폐위시켰고, 두샨과 이반 알렉산더르는 발칸 반도에 남슬라브 제국을 건설하려는 같은 구상을 가지고 있었기 때문에 서로 화친하였다.

#### 이반 알렉산더르 치세(1331~1371)

이반 알렉산더르 시기의 불가리아.

이반 알렉산더르는 무려 40년 간 불가리아를 통치하였는데, 그의 치세는 불가리아 중세사의 전환기로 여겨진다. 그의 치세 초기 비잔티움 제국이 차지한 흑해 연안의 불가리아령에서 봉기가 일어나자 이반 알렉산더르는 다시 이 지역을 탈환하였다. 이반 알렉산더르는 1332년의 루소카스트로 전투에서 비잔티움 제국의 안드로니코스 3세를 격파하였으며, 불가리아에 유리한 화약을 맺었다. 이후 자신의 즉위를 반대하면서 반란을 일으킨 미하일 시슈만의 동생이자 자신의 삼촌인 비딘의 데스포트 벨라우르를 공격하여 1336년에 진압하였다.
이반 알렉산더르는 세르비아의 스테판 우로시 4세 두샨과 협력하여 자신의 여동생 엘레나를 스테판 우로시 4세 두샨에게 시집보냈고 스테판 우로시 4세 두샨의 차르 즉위를 인정하면서 세르비아와 협력 관계를 형성하였다. 또한 1339년에는 자신의 딸인 마리아를 비잔티움 제국의 안드로니코스 3세에게 시집보내면서 비잔티움 제국과의 관계도 개선되었다. 1345년 이반 알렉산더르는 왈라키아 출신 황후 테오도라와 이혼하고  1355년과 1356년 사이에는 테오도라와 사이에서 낳은 아들인 이반 스라치미르를 비딘의 데스포트로 임명하였다. 이 시기 대외 관계는 안정되었으나, 벨버즈드 전투 이후 불가리아는 데스포트들의 할거 상태에 빠진 상태였고, 이반 알렉산더르의 치세 동안 도브루자와 왈라키아에는 반독립적인 세력이 형성되어 있었다.
1365년 이반 스라치미르가 통치하는 비딘이 헝가리의 공격을 받아 1369년 이반 알렉산더르가 왈라키아 공국과 도브루자의 협력을 받아 탈환할 때까지 헝가리령이 되었다. 1366년에서 1367년 사이에는 흑해 연안 지역이 사보이의 아마데오 4세의 침공을 받았고, 안키알로와 메셈브리아 등이 비잔티움 제국에 병합되었다.
이반 알렉산더르의 치세에 발칸 반도에 출현한 가장 큰 문제는 동쪽에서 가장 큰 적인 오스만 제국이 진출이었다. 1351년 비잔티움 제국은 불가리아와 세르비아에 오스만 제국에 대항하는 함대 건설을 호소하였지만 동맹은 실현되지 않았다. 1369년 오스만 제국의 술탄 무라트 1세는 아드리아노폴리스를 정복하여 오스만의 실질적인 수도로 삼았고, 남부 불가리아로 진군하여 보루이와 플로프디프를 차지하였다. 이반 알렉산더르는 세르비아와 함께 마케도니아에서 오스만 제국에 대한 연합 작전을 준비하였으나, 1371년 2월 17일 이반 알렉산더르가 사망하였다.

#### 쇠퇴
1371년 이반 알렉산더르의 사후 터르노보에서는 넷째 아들 이반 시슈만이, 비딘에서는 이반 스라치미르가 차르를 칭했다. 하지만 불가리아의 운명은 발칸 반도의 양대 강국인 오스만 제국과 세르비아의 동향에 맡겨져 있었다. 이 해 세르비아의 부카신과 오스만 제국이 마리차강에서 충돌하였고, 세르비아군은 괴멸하고 부카신 왕은 전사하였다. 오스만 제국은 이반 시슈만에게 강화 조건 불이행을 이유로 남부 불가리아에 대한 공격을 재개하였고, 1375년 이반 시슈만은 오스만에 대한 신종과 공납을 조건으로 협약을 갱신하였고 이반 시슈만의 여동생 케라 타마라가 무라트 1세에게 시집 보내졌다. 또한 비딘의 이반 스라치미르와 도브루자 데스포트국 등 각지의 봉건 세력들도 오스만의 속국이 되었다. 1378년 오스만 제국은 화약을 파기하고 불가리아를 공격하여 1382년 소피아가 함락당하였다. 세르비아의 라자르 흐레벨랴노비치는 오스만 제국에 대항하는 기독교 세계의 동맹 결성을 호소하였고, 이반 시슈만은 동맹에 합류하였다. 하지만 이반 스라치미르는 오스만 제국에 신종을 맹세하고 오스만 제국을 지원하였다.
1387년 라자르의 연합군은 플로크니크에서 승리를 거두었지만, 이반 시슈만과 도브루자는 오스만 제국의 보복 대상이 되었다. 1388년 오스만 제국의 찬다를리 알리 파샤(Çandarlı Ali Pasha)가 3만 명의 군대를 이끌고 불가리아를 침공하였고, 이반 시슈만은 무라트 1세를 직접 방문하여 신종 서약을 다시 보여 다시 강화를 맺을 수 있었다. 1389년 코소보 전투에서 세르비아군이 대패하였고, 오스만 제국은 불가리아에 대한 직할 통치를 더욱 강화시켜 나갔다. 결국 1393년 오스만 제국은 다시 발칸 반도에 공세를 실시했고, 3달 간의 포위 끝에 터르노보가 함락되었다. 이반 시슈만은 니코폴로 도망쳐 다시 화약을 맺고 영토의 인정을 보존받아야 하였다. 1395년 로비네 전투 이후 오스만 제국은 다시 니코폴을 공격하여 함락시켰고, 이반 시슈만은 투옥당했다. 이반 스라치미르의 비딘 데스포트국은 불가리아에서 유일하게 독립 세력이 되었지만 1396년 헝가리 왕 지기스문트가 니코폴리스 십자군을 일으키자 이반 스라치미르는 신종 맹세를 어기고 십자군에 참가하였으며, 결국 니코폴리스 전투에서 오스만 제국이 승리한 후 비딘도 오스만 제국에게 합병당하였다. 이반 스라치미르는 아나톨리아로 끌려갔고 중세 불가리아 제국은 소멸하고 말았다.